# Тод, Коннелл
Ко́ннелл Пе́рси «Кон» Тод (англ. Connell Percy «Con» Thode; 1911—2014) — новозеландский военно-морской офицер и яхтсмен, участник Второй мировой войны, один из трёх новозеландцев — командиров подводных лодок, Офицер ордена Британской империи. После окончания войны принимал активное участие в развитии яхтинга и обучении молодёжи.

## Биография

### Молодые годы
Коннелл Тод родился 11 марта 1911 года в Окленде, Новая Зеландия. С 1925 по 1926 год учился в гимназии в Маунт-Альберте, однако в возрасте 15 лет был вынужден бросить учёбу, чтобы начать зарабатывать себе на жизнь. Он устроился в торговую компанию «L. D. Nathan & Co», затем работал на ферме своего отца у Вайпапакаури, а позже в британской химической компании «ICI».
В 1933 году Тод присоединился к Королевской яхтенной эскадре Новой Зеландии" и стал шкипером шлюпа «Iorangi». В яхтинге Тод добился значительных успехов, за что его прочили в главные соперники британскому промышленнику Томасу Сопвизу в борьбе за Кубок Америки, однако проведение турнира было отложено из-за начала Второй мировой войны.

### Вторая мировая война
С началом войны Тод захотел пойти добровольцем в армию, однако затем по линии Содружества и Доминионов отплыл из Дарвина (Австралия) в Великобританию, где вступил в Королевский военно-морской добровольческий резерв и был направлен на учебно-тренировочное судно «HMS King Alfred» в Брайтоне.
Вскоре после окончания обучения в середине 1941 года Коннелл на гидроплане через север Африки был доставлен в Александрию (Египет), где назначен штурманом на «HMS Proteus» — подводную лодку типа P. 3 ноября 1941 года он в первый раз вышел в морской поход на субмарине, которая атаковала в Эгейском море танкер «Tampico». В феврале 1942 года подводная лодка Тода торпедировала итальянский эсминец-миноносец Sagittario. В июне он был упомянут в донесениях за выдающиеся заслуги во время несения службы на этой подлодке при проведении патрульных рейдов.
После прохождения теста «перишер», 20 июня 1943 года Тод принял командование учебной подлодкой «H-33». Однажды, когда Тод был на танцах в Лондондерри, он узнал о приказе всем морякам немедленно вернуться на свои корабли, но когда прибыл на причал, то обнаружил, что «H-33» сорвало с якорей и унесло вниз по течению реки Фойл. Комиссия по расследованию данного инцидента признала виновным начальство Коннелла, не знавшее природы местных приливно-отливных явлений, освободив последнего от ответственности, но, тем не менее, Тод был отослан на Мальту в качестве «запасного» командира. Там он стал первым лейтенантом на подлодке «HMS Ultor» типа U.
В сентябре 1943 года после перемирия с Италией, Тоду была поставлена задача сопровождения 23 итальянских подводных лодок от Катании и Сицилии для интернирования в Марсашлокк (Мальта). Однако Коннелл заболел дизентерией и москитной лихорадкой, вызвавшими рецидив астмы, которой Тод страдал в детстве. Он был признан негодным для дальнейшего несения службы на подводных лодках по медицинским показаниям и по собственной инициативе отправился в Лондон для лечения в клинике Харли-стрит. После излечения, Тод ещё раз прошёл тест «перишер», и 15 августа 1944 года получил в командование «HMS Scythian» — новейшую подлодку типа S. Первый боевой поход на этой подлодке он совершил в Северное море. После этого был рейс в Индийский океан — к Тринкомали на Цейлоне, а позже три похода в Малаккский пролив и к берегам Бирмы. В это время его подлодка торпедировала несколько небольших японских грузовых судов и военных кораблей, а также преследовала японского крейсера «Haguro». У берегов Малайи, куда подлодка пристала из-за сбоя в механизме запуска торпед, Тод узнал об атомных бомбардировках Хиросимы и Нагасаки, параллельно получив донесение об отзыве в Тринкомали. В ноябре 1945 года за образцовое несение службы Тод во второй раз был упомянут в донесениях.
По итогам Второй мировой войны Коннелл Тод стал одним из всего лишь трёх новозеландцев-командиров подводных лодок и единственным новозеландцем членом добровольческого резерва. Он вышел в отставку с военной службы в звании лейтенант-коммандера и был зачислен в Волонтёрский резерв Королевского флота Новой Зеландии.

### Последующая жизнь
После войны Тод продолжил работать в «ICI», занимался фермерством в Матакане, был шкипером на баржах и буксирах, курсировавших у берегов Новой Зеландии, а с 1969 года и до выхода на пенсию занимался продажами москательных товаров для кораблей и брокерским бизнесом. Кроме этого, он посвятил 25 лет своей жизни управлению учебными судами, на которых обучал молодых новозеландцев морскому делу.
В 1996 году Коннелл Тод «за заслуги в яхтинге» был возведён в звание Офицера Ордена Британской империи.
В 2010 году в возрасте 99 лет Тод получил признание гимназии в Маунт-Альберте, и его имя было увековечено в Зале Почёта.
В 2013 году в возрасте 101 года Тод стал самым старым человеком, участвовавшим в онлайн—переписи населения Новой Зеландии

### Смерть и похороны
Коннелл Перси Тод скончался 9 октября 2014 года в возрасте 103 лет в Окленде. Отпевание состоялось в Часовне святого Христофора на военно-морской базе Дэвенпорт, после чего прошла кремация в частном порядке.

## Личная жизнь
С 1947 года Тод был женат на Марсии Максвелл (ум. в 2011 году). У них было 9 родных и приёмных детей, 12 внуков и 4 правнука.